# Tess Lieder
Tess Lieder (* 19. Mai 1993 in Heerhugowaard, geborene Tess Wester) ist eine ehemalige niederländische Handballspielerin.

## Karriere

### Im Verein
Tess Lieder begann in ihrem Heimatort beim Verein Hugo Girls mit dem Handball. Später lief sie für VZV und von 2008 bis 2011 für die HandbalAcademie auf, mit der sie in der Saison 2009/10 am EHF Challenge Cup teilnahm. Aufgrund eines Zweitspielrechts spielte die 1,76 Meter große Torfrau in dieser Zeit auch für VOC Amsterdam, mit dem sie in der Saison 2008/09 in der Qualifikation zur EHF Champions League und, nachdem diese verpasst wurde, am EHF-Pokal teilnahm, sowie für den Erstligisten E&O Emmen, unter anderem im  Europapokal der Pokalsieger. Ab Sommer 2011 stand sie beim deutschen Bundesligisten VfL Oldenburg unter Vertrag. Mit Oldenburg gewann sie 2012 den DHB-Pokal. In der Saison 2014/15 erzielte sie das Tor der Saison. Ab der Saison 2015/16 stand sie bei der SG BBM Bietigheim unter Vertrag. 2017 gewann sie mit Bietigheim die deutsche Meisterschaft. Im Sommer 2018 wechselte sie zum dänischen Erstligisten Odense Håndbold. Mit Odense gewann sie 2021 die dänische Meisterschaft sowie 2020 den dänischen Pokal. Ab dem Sommer 2021 lief Lieder für den rumänischen Erstligisten CSM Bukarest auf. Mit Bukarest gewann sie 2022 den rumänischen Pokal. Im Mai 2022 gab sie ihre Schwangerschaft bekannt. Nach der Spielzeit 2021/22 verließ sie den Verein.
Lieder stand ab dem Sommer 2023 beim deutschen Bundesligisten Borussia Dortmund unter Vertrag. Nach der Saison 2024/25 beendete sie ihre Karriere.

### In Auswahlmannschaften
Lieder gehörte zum Kader der niederländischen Nationalmannschaft, für die sie 144 Länderspiele bestritt. 2010 wurde sie mit den niederländischen Juniorinnen Dritte bei der U-19-Weltmeisterschaft und 2011 Vizeeuropameisterin bei der U-20-Europameisterschaft. Weiterhin nahm sie an den Olympischen Spielen 2016 in Rio de Janeiro teil. Lieder gewann die Silbermedaille bei der Europameisterschaft 2016 sowie die Bronzemedaille bei der Weltmeisterschaft 2017 und bei der Europameisterschaft 2018. Bei der Weltmeisterschaft 2019 gewann sie im Finale gegen die spanische Auswahl den WM-Titel. Lieder wurde weiterhin in das All-Star-Team gewählt. Mit der niederländischen Auswahl nahm sie an den Olympischen Spielen in Tokio teil. Bei der Weltmeisterschaft 2023 parierte sie 38 % der gegnerischen Würfe und schloss das Turnier mit den Niederlanden auf dem fünften Platz ab.

## Sonstiges
Lieder ist mit dem niederländischen Fußballspieler Mart Lieder verheiratet. Das Paar hat eine gemeinsame Tochter.